# Zielonki-Parcela
Zielonki-Parcela (prononciation : [ʑɛˈlɔŋki parˈt͡sɛla]) est un village polonais, situé dans la gmina de Stare Babice de la Powiat de Varsovie-ouest et dans la voïvodie de Mazovie dans le centre-est de la Pologne.
Il se situe à environ 2 kilomètres à l'ouest de Stare Babice, 4 kilomètres au nord d'Ożarów Mazowiecki et à 13 kilomètres à l'ouest de Varsovie.
Le village a une population de 727 habitants en 2010.